# Établissements Léon Paulet

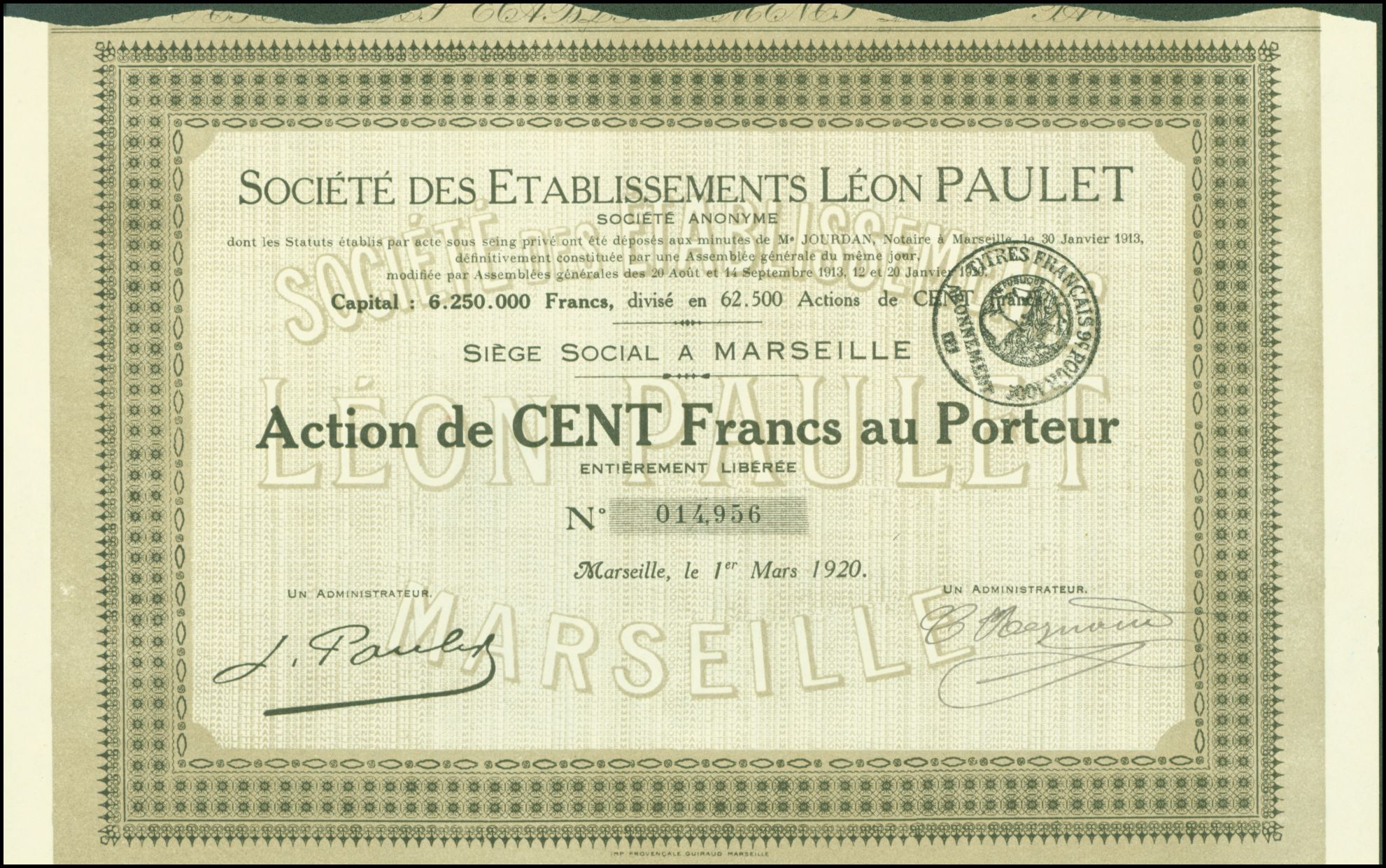
Aktie der Société des Établissements Léon Paulet SA vom 1. März 1920

Die Société des Établissements Léon Paulet war ein französischer Hersteller von Automobilen. Andere Quelle nennen die Firmierung Société Mécanique du Rhône.

## Unternehmensgeschichte
Das Unternehmen aus Marseille begann 1922 mit der Produktion von Automobilen. Der Markenname lautete Paulet oder Léon Paulet. Konstrukteur war Michelat, der zuvor für Delage tätig war. 1925 endete die Produktion nach gerichtlichen Streitereien mit der Société Française Hispano-Suiza, die einen verbotenen Nachbau ihrer Motoren beklagten. Insgesamt entstanden 20 oder 200 Fahrzeuge. Erstere Zahl dürfte realistischer sein, die Produktion wird als "tres confidentelle", also nur wenig zu bemerken, beschrieben, nur vereinzelt seien Chassis hergestellt worden. Drei Fahrzeuge sind erhalten geblieben.

## Fahrzeuge

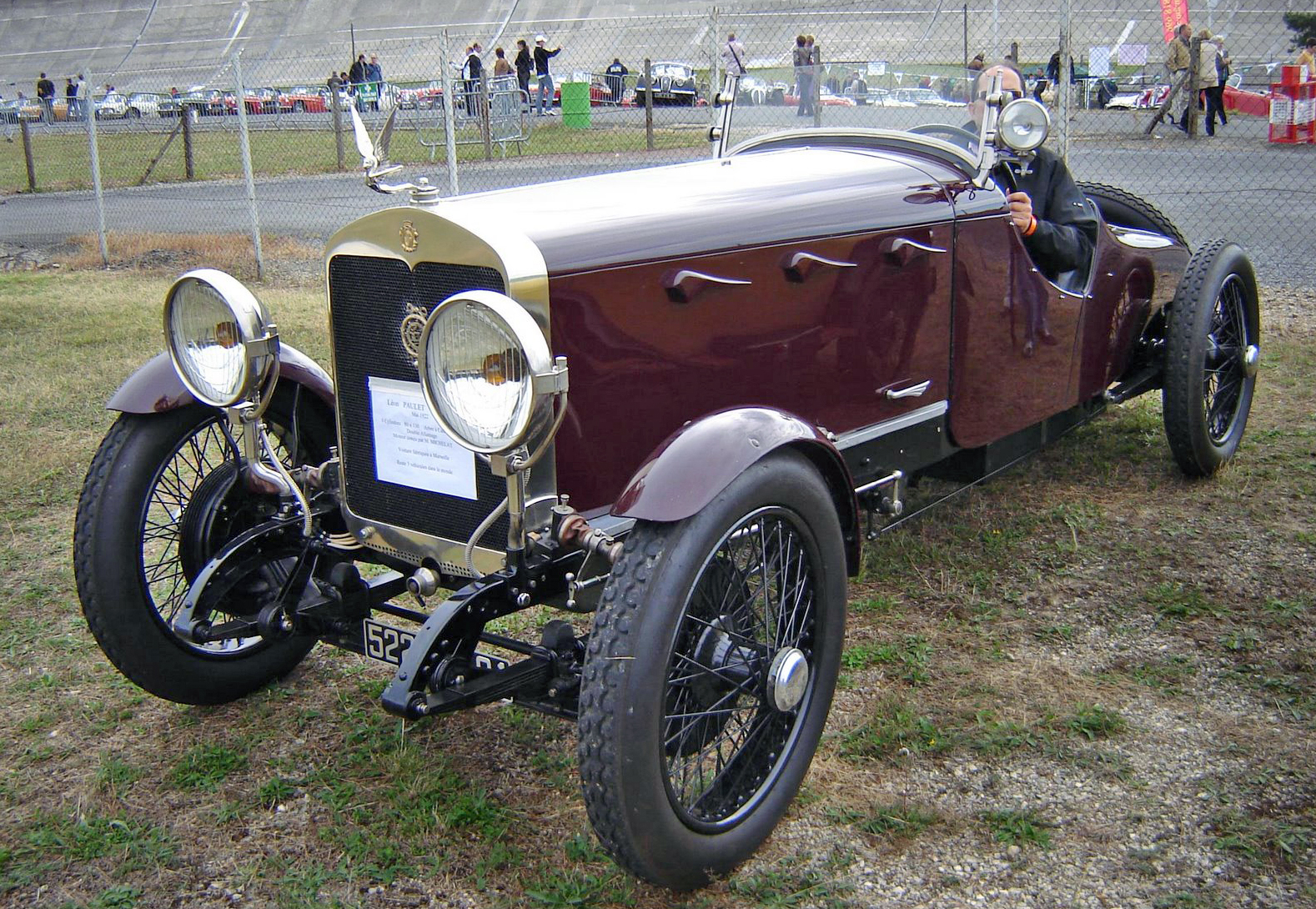
Paulet Type 6 AB, 1922

Die Fahrzeuge waren mit einem eigenen Sechszylindermotor mit OHC-Ventilsteuerung ausgestattet. Der Hubraum betrug anfangs 3446 cm³ aus 75 mm Bohrung und 130 mm Hub. Damit war der Motor als 15 CV eingestuft. Im Folgejahr ergaben 80 mm Bohrung und 130 mm Hub 3921 cm³ Hubraum, entsprechend 18 CV. Dieser Motor leistete 80 PS. Der Radstand betrug 322 cm, die Spurweite 142 cm und das Gewicht des Fahrgestells 1050 kg. 1923 wurde das Chassis (ohne Karosserie) für 39.600 französische Franc angeboten. Für ein erhalten gebliebenes Fahrzeug ist die Fahrzeuglänge von 436 cm überliefert.